# 伊勢崎彰大
伊勢崎 彰大（いせざき あきひろ、1978年10月12日 - ）は、日本競輪選手会千葉支部に所属する競輪選手。日本競輪学校（以下、競輪学校）第81期生（同期には、長塚智広、加藤慎平、合志正臣らがいる）。

## 来歴
千葉県立京葉工業高等学校在籍時代に、1995年及び1996年の全日本アマチュア自転車競技選手権大会（全アマ）・スプリントで優勝。
その後、競輪学校に入校したが、滝澤正光（競輪学校43期生）が初めて取った弟子として話題となった。在校競走成績は75勝を挙げて2位。卒業記念レースでも2位となった。
1998年8月5日、立川競輪場でデビューし1着。後2日間も勝利し、デビュー場所で完全優勝を果たした。
1999年、ルーキーチャンピオンレース（平塚競輪場）優勝。新人王戦（小倉競輪場）では2位に入った。
2000年、全日本自転車競技選手権大会・スプリント優勝。トラックレース世界選手権・スプリントでは7位入賞。この他、新人王戦3位、ふるさとダービー（玉野競輪場）9位などの実績を残した。
しかし、2001年以降しばらく、特別競輪（GI、GII）では落車、失格が目立つようになったこともあり、スランプ状態が長く続くことになった。2011年7月26日現在、GIではいまだ決勝進出を果たせていない。また、自転車競技でも目立った戦績を挙げることがなくなってしまった。さらに、デビュー当時は先行、捲りを中心とした自力型の選手だったが、現在は追い込み主体の脚質に変わった。

## 人物
2012年より馬主となっている。